# Aldolase B
Aldolase B (ALD-B, auch Leber-Aldose oder Fructose-1-phosphat-Aldolase genannt) ist ein Isoenzym der Aldolase, das die Aldolspaltung von Fructose-1,6-bisphosphat sowie von Fructose-1-phosphat katalysieren kann. Die Stoffwechselprodukte der Aldolase B werden in der Glykolyse oder Gluconeogenese weiterverarbeitet.
Bei Mangel an Aldolase B in der Leber, Niere oder Dünndarm kommt es zur schnellen Anreicherung von Fructose-1-phosphat und kann zur hereditären Fructoseintoleranz führen.

## Struktur
Aldolase B ist ein Homotetramer aus 4 β-Unterheiten, das vorwiegend in der Leber exprimiert wird. Die Molmasse des Tetramers beträgt ca. 159 kDa.

## Reaktionen

Aldolase-katalysierte Spaltung von Fructose-1,6-bisphosphat (1) zu Dihydroxyacetonphosphat (2) und Glycerinaldehyd-3-phosphat (3)

Eintritt von Fructose in die Glykolyse.
Aldolase B spaltet β-D-Fructose-1-phosphat (2) zu Dihydroxyacetonphosphat (3) und Glycerinaldehyd (4).

## Klinische Bedeutung
Bei Mangel an Aldolase B führt eine fructosehaltige Ernährung zur Anreicherung von Fructose-1-phosphat, was mögliche Folgen haben kann:
- Fructose-1-phosphat blockiert die Produktion von Glucose, indem die Gluconeogenese und Glykogenolyse blockiert werden, was zur Hypoglykämie führen kann und ein Symptom der hereditären Fructoseintoleranz ist.[4]
- ATP und Orthophosphat (Pi) werden übermäßig verbraucht, wobei bei Letzterem die Proteinbiosynthese gehemmt wird und zu ultrastrukturellen Läsionen führt, die Fehlfunktionen in der Leber oder Niere verursachen kann.[4]
- Eine mangelhafte Glycosylierung von Proteinen (z. B. Transferrin) durch Hemmung der Mannose-6-phosphat-Isomerase.[5]

Das ALDOB-Gen befindet sich auf Chromosom 9q22.3. Nach der Human Gene Mutation Database am Institute of Medical Genetics in Cardiff sind 25 Mutationen des Gens bekannt, wobei 11 davon zur hereditären Fruktoseintoleranz führen.